# Steinach am Brenner
Steinach am Brenner är en ort och kommun i förbundslandet Tyrolen i Österrike. Kommunen har 3 676 invånare (2024), på en yta av 28,05 km². Orten ligger vid floden Sill, cirka 20 kilometer söder om Innsbruck och cirka 9 kilometer norr om gränsen till Italien.
Kommunen består av tre orter (Ortschaften) (inom parentes invånarantal 1 januari 2024):
- Mauern (565)
- Stafflach (299)
- Steinach am Brenner (2 812)

## Kända personer från Steinach am Brenner
- Georg Luger, vapenkonstruktör